# Atlanta Rhythm Section (album)
Atlanta Rhythm Section is het debuutalbum van de Amerikaanse muziekgroep Atlanta Rhythm Section. De band zou oorspronkelijk alleen dienen tot begeleiding van musici in "Studio One" in Doraville, Georgia. Maar de heren hadden zo de smaak te pakken, dat ze er ook zelf een album opnamen. De door Buddy Buie ingeschakelde musici klinken hier nog niet echt in de richting van de southern rock, het is wat onpersoonlijke en inmiddels gedateerde muziek. Feit is dat de muziek goed in elkaar zit en dat gaf de band gelegenheid hun repertoire uit te breiden en verder te werken aan groepalbums.
Het album is uitgegeven door MCA Records en Decca Records; soms alleen, maar soms ook samen met haar opvolger. Het album en de band had kennelijk een behoorlijke groep fans in Japan, want het album verscheen in 1991 daar op compact disc. De rest van de wereld moest tot 2010 wachten.

## Musici
- Rodney Justo – zang
- Barry Bailey – gitaar
- J.R. Cobb – slaggitaar, zang
- Paul Goddard – basgitaar
- Dean Daughtry – toetsinstrumenten
- Robert Nix – slagwerk, achtergrondzang

## Muziek
| Nr. | Titel                                                                | Duur |
| --- | -------------------------------------------------------------------- | ---- |
| 1.  | Love Me Just A Little (Sometime) (Nix, Daughtry, Buie)               | 6:05 |
| 2.  | Baby No Lie (Nix, Daughtry, Buie, Bailey)                            | 3:51 |
| 3.  | All In Your Mind (Buie, Cobb)                                        | 3:16 |
| 4.  | Earnestine (Nix, Daughtry, Bailey, Goddard)                          | 2:33 |
| 5.  | Forty Days And Forty Nights (Randall Bramblett, Davis Causey, Jones) | 4:21 |

| Nr. | Titel                                                    | Duur |
| --- | -------------------------------------------------------- | ---- |
| 1.  | Another Man's Woman (It's So Hard) (Nix, Daughtry, Buie) | 4:46 |
| 2.  | Days of Our Lives (Buie, Bailey, Cobb)                   | 3:12 |
| 3.  | Yours and Mine (Nix, Buie)                               | 2:39 |
| 4.  | Can't Stand It No More (Buie, Cobb, Justo)               | 4:02 |
| 5.  | One More Problem (Nix, Daughtry, Buie, Bailey)           | 3:08 |

Bramblett en Causey speelden in Sea Level.